# Katie Eder
Katie Eder est une militante et entrepreneuse sociale américaine qui a fondé et dirigé des entreprises à impact social comme 50 Miles More, Kids Tales et la Coalition du futur,,.
En décembre 2019, Katie Eder est nommée par Forbes dans la catégorie droit et politique.

## Biographie

### Enfance
Katie Eder est née à Milwaukee dans le Wisconsin. Elle est diplômée de Shorewood High School en 2018 et fréquente l'université Stanford à l'automne 2020. Elle est la plus jeune de cinq enfants.

### Militantisme
À l'âge de 13 ans, Katie Eder fonde une organisation à but non lucratif, Kids Tales, pour proposer des ateliers d'écriture créative aux enfants qui n'ont pas accès à des expériences d'écriture en dehors de l'école,. Animés par des adolescents, les ateliers permettent aux enfants d'écrire une nouvelle qui est publiée dans une anthologie,. 1 500 enfants de neuf pays ont participé aux ateliers Kids Tales, avec l'aide de 400 enseignants adolescents et publié 90 anthologies,.
Après la fin des événements March For Our Lives le 24 mars 2018, Katie Eder et d'autres élèves de son lycée organisent une marche de 50 miles de Madison à Janesville, la ville natale de l'ancien président de la Chambre des représentants Paul Ryan, pour l'interpeller sur son rôle dans le blocage de la législation de régulation des armes à feu,. Cette marche conduit Katie Eder et son équipe à lancer une campagne nationale appelée #50more in #50states pour inciter à des marches dans la ville natale ou le bureau d'autres élus partisans de la NRA pour exiger qu'ils mettent fin à la violence des armes,. Une marche de 50 miles a lieu dans le Massachusetts en août 2018. Une initiative nationale dirigée par des jeunes cible également ces marcheurs nouvellement engagés pour les amener à voter aux élections de mi-mandat de 2018,.
Katie Eder forge des alliances entre 50 Miles More et d'autres organisations à travers les États-Unis pour former la Coalition du Futur, un réseau national et une communauté pour les jeunes et les organisations dirigées par des jeunes pour partager des ressources et des idées,,,. La coalition est lancée en septembre 2018 avec la campagne électorale Sortez voter. Plus de 500 écoles se rendent aux urnes,.

## Honneurs et récompenses
- Prudential Spirit of Community Award (en)[1]
- Prix Diller Tikkun Olam[27]
- Leader adolescente, Sommet Just peace, Three Dot Dash, 2017[28]
- Prix 30 de moins de 30 ans, International Literacy Association[29]
- Prix Vision en action, AFS-USA[30]